# エティハド・アリーナ
エティハド・アリーナ（Etihad Arena）は、アラブ首長国連邦の首長国、アブダビのヤス島にある屋内アリーナ。設計はHOK、最大18000席収容。運営はフラッシュエンタテインメント。

## 概要
2020年1月エティハド航空が新アリーナのネーミングライツを取得。当初は同年3月完成だったが、新型コロナの影響で2021年まで延期。こけら落としはUFC on ABC: Holloway vs. Kattar。以降UFCの大会が行うようになる。
2021年には当地で世界短水路選手権が開催。2025年にターキッシュエアラインズユーロリーグファイナルフォーが当地で開催